# Nangdo
Nangdo är en ö i Sydkorea.   Den ligger i provinsen Södra Jeolla, i den södra delen av landet, 300 km söder om huvudstaden Seoul. Arean är 6,3 kvadratkilometer.
Terrängen på Nangdo är platt. Öns högsta punkt är 258 meter över havet. Den sträcker sig 2,9 kilometer i nord-sydlig riktning, och 4,1 kilometer i öst-västlig riktning.